# Geferson
Pour l’article ayant un titre homophone, voir Jefferson.
Geferson, né le 13 mai 1994 à Lauro de Freitas, est un footballeur brésilien qui évolue au poste de défenseur au Londrina EC.

## Biographie
En 2015, il est sélectionné par Dunga pour disputer la Copa América 2015 au Chili à la suite du forfait de Marcelo, mais il n'entre pas en jeu lors de la compétition.

## Palmarès
- Vainqueur du championnat du Rio Grande do Sul (Campeonato Gaúcho) en 2015 avec le Sport Club Internacional

 CSKA Sofia
- Coupe de Bulgarie (1) :
  - Vainqueur en 2020-2021
  - Finaliste en 2021-2022